# To. Day
To. Day é o segundo extended play do grupo feminino sul-coreano Fromis 9. O mini-álbum for lançado em 5 de junho de 2018 com a faixa-título "DKDK (두근두근)". A integrante Gyuri não esteve envolvida no álbum devido à sua participação no Produce 48.

## Lista de faixas
| N.º            | Título                                                    | Letras                                                                                                 | Música                    | Arranjo                                        | Duração |  |
| 1.             | "Close To You" (다가가고 싶어; Dagagago Sipeo)            | Lee Sae-rom Song Ha-young Park Ji-won Roh Ji-sun Lee Seo-yeon Lee Chae-young Lee Na-gyung Baek Ji-heon | TAK                       | TAK                                            | 2:05    |  |
| 2.             | "Think of You" (너를 따라, 너에게; Neoleul Ttala, Neoege) | Michael                                                                                                | TAK ARRAN 1Take           | TAK                                            | 3:33    |  |
| 3.             | "Pitapat (DKDK)" (두근두근; Dugeundugeun)                 | 백곰 [ a ] 빼꼼 [ b ] Song Ha-young Park Ji-won Lee Seo-yeon                                           | 백곰 박기태 (PRISMFILTER) | 백곰 Anchor (PRISMFILTER) 박기태 (PRISMFILTER) | 3:03    |  |
| 4.             | "22Century Girl" (22세기 소녀; 22Segi Sonyeo)             | 달리                                                                                                   | Wonderkid Breadbeat 신쿵  | Wonderkid Breadbeat 신쿵                       | 3:35    |  |
| 5.             | "Clover"                                                  | Iggy Youngbae                                                                                          | Iggy Youngbae             | Iggy Youngbae                                  | 3:21    |  |
| 6.             | "First Love"                                              | Iggy Youngbae                                                                                          | Iggy Youngbae             | Iggy Youngbae                                  | 2:59    |  |
| Duração total: | Duração total:                                            | Duração total:                                                                                         | Duração total:            | Duração total:                                 | 18:36   |  |

## Desempenho nas tabelas
| Tabela musical (2018) | Melhor posição |
| --------------------- | -------------- |
| Coreia do Sul (Gaon)  | 4              |

## Histórico de lançamento
| Região        | Data               | Distribuidora             | Formatos            |
| ------------- | ------------------ | ------------------------- | ------------------- |
| Coreia do Sul | 5 de junho de 2018 | Stone Music Entertainment | CD download digital |
| Várias        | 5 de junho de 2018 | Stone Music Entertainment | CD download digital |